# 莫纳斯提尔哈比卜·布尔吉巴国际机场
莫纳斯提尔哈比卜·布尔吉巴国际机场（阿拉伯文：‎）是突尼斯共和国莫纳斯提尔省省会莫纳斯提尔的国际机场，本名莫纳斯提尔－斯卡奈斯国际机场，后为了纪念在该城出生的开国总统哈比卜·布尔吉巴而改今名。1999年，该机场超越首都突尼斯城的突尼斯－迦太基国际机场，成为该国最繁忙的机场。

## 外部連結
- Tunisia Monastir International Airport – official site
- Tunisian Civil Aviation and Airports Authority (OACA)